# 劉希堯
劉希堯（？－1649年），蕲州人。明末農民軍領袖，別名治世王。大顺建国后，封淮侯。
崇禎十一年（1638年）與賀一龍、賀錦等轉戰至英山、霍山，號“革左五營”。崇禎十四年（1641年）與張獻忠聯合，又附李自成，封「制將軍」。崇祯十六年三月，李自成杀罗汝才、贺一龙。随后，刘希尧任左营副制将军，出颖州，防左良玉军。
大顺永昌元年（1644年），李自成在西安建国后，刘希尧被封为淮侯。三月，刘希尧随刘芳亮一道，领军迂回向北京进军。四月，因避讳李自成先祖，刘希尧改名刘国昌。永昌二年，刘希尧随李自成前往湖广，在豫、楚一带筹集粮草。李自成死後繼續抵抗清軍，大顺军与南明联合抗清，南明授刘希尧总兵衔。明永曆三年、清順治五年（1649年）不敵清軍，與劉芳亮戰死於郴州。